# Петя Янчулова
Петя Янчулова е българска състезателка по класически волейбол и плажен волейбол.
Родена е в София на 3 юли 1978 г. Състезава се заедно със своята сестра Цветелина Янчулова. Участва в Олимпийските игри (2000) в Сидни, Австралия и след това в Олимпийските игри (2004) в Атина.
Спортната ѝ кариера по женски волейбол в САЩ е главно в Сан Диего, щ. Калифорния, в клуба San Diego Toreros на Университета на Сан Диего. Когато сестра ѝ прекратява състезателната си кариера през 2007 г., заминава да играе професионален волейбол в Европа от сезон 2008 – 2009 г.